# Józef Roszyński
Józef Roszyński SVD (ur. 18 sierpnia 1962 w Nidzicy) – polski duchowny katolicki, biskup Wewak od 2015.

## Życiorys

### Młodość i prezbiterat
Po wstąpieniu do zgromadzenia misjonarzy werbistów studiował w seminarium duchownym w Pieniężnie. Święcenia kapłańskie otrzymał 30 kwietnia 1989 z rąk biskupa Damiana Zimonia. Potem pracował przez dwa lata w Parafii pw. Apostołów Piotra i Pawła w Pieniężnie. Na studia językowe wyjechał do Divine Word School of English w Maynooth w Irlandii. W Nowej Gwinei pracował od 1992 roku. Tam studiował na Uniwersytecie Słowa Bożego: w latach 1993-94 na kursie kultury melanezyjskiej, a w latach 1996-1997 na kursie z zakresu counselling skills. Pracował w różnych parafiach: jako zastępca proboszcza w Kunjingini, proboszcz w Warabung, proboszcz w dystrykcie Wewak. Od 2009-2010 roku z powodu choroby urzędującego prowincjała zgromadzenia werbistów w Papui-Nowej Gwinei pełnił jego obowiązki, potem od 2010 roku był przełożonym werbistów w dystrykcie Wewak. W latach 2005–2008 był koordynatorem formacji werbistów oraz członkiem utworzonych przez administratora apostolskiego nieobsadzonej diecezji Wewak komisji do spraw finansowych i duszpasterskich. 

### Episkopat
6 lutego 2015 papież Franciszek mianował go biskupem ordynariuszem diecezji Wewak. Sakry udzielił mu 25 kwietnia 2015 nuncjusz apostolski w Papui-Nowej Gwinei - arcybiskup Michael Banach. Jego poprzednikiem był Anthony Joseph Burgess, który zmarł w 2013 roku.
Biskup Roszyński w swoim herbie umieścił słowa „Jesus, I trust In You” (Jezu, ufam Tobie).